# クリスティアン・エルンスト (ザクセン＝コーブルク＝ザールフェルト公)

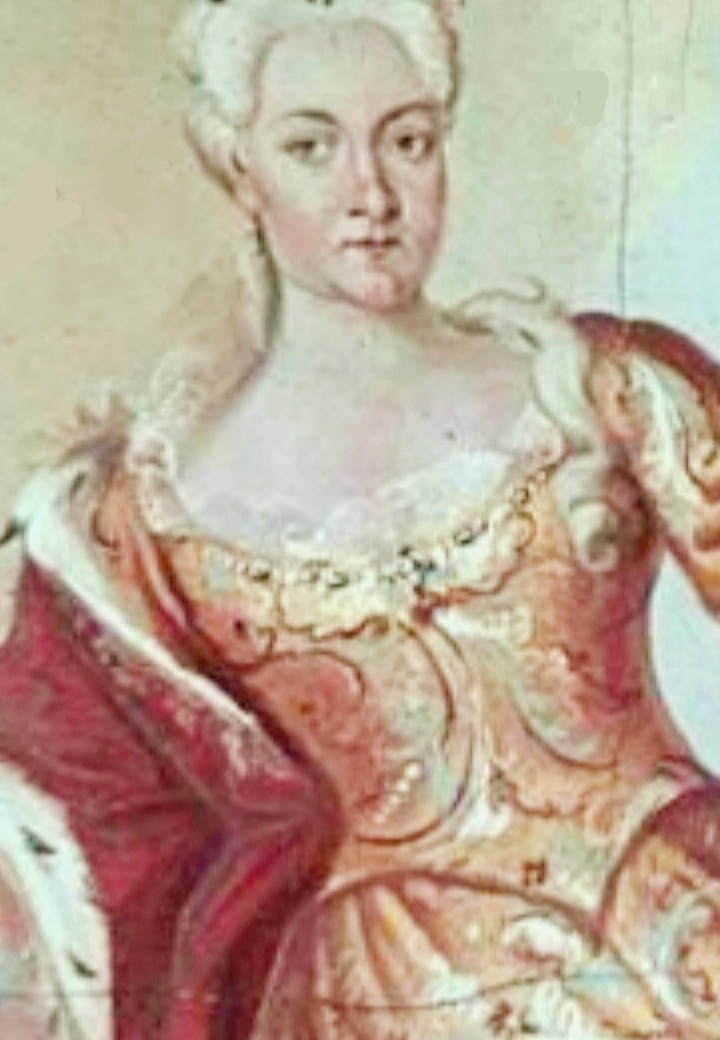
妃クリスティアーネ・フリーデリケ・フォン・コス

クリスティアン・エルンスト（ドイツ語：Christian Ernst, 1683年8月18日 - 1745年9月4日）は、ザクセン＝コーブルク＝ザールフェルト公（在位：1729年 - 1745年）。

## 生涯
クリスティアン・エルンストはザクセン＝ザールフェルト公ヨハン・エルンストと、その最初の妃でザクセン＝メルゼブルク公クリスティアン1世の娘ゾフィー・ヘートヴィヒの長男である。
父の意に反して、1709年にグライツにおいてクリスティアーネ・フリーデリケ・フォン・コス（1686年8月24日 - 1743年5月15日）と婚約した。クリスティアーネ・フリーデリケはクリスティアン・エルンストと同じく敬虔主義に傾倒し、ザールフェルト近くのキッツァーシュタイン城を居所として購入した。クリスティアーネ・フリーデリケはロイス家の森林監督官でザールフェルトの侍従であったギュンター・クリストフ・フォン・コス（1653年 - 1710年）の娘であり、母アンナ・エリザベートはヴォルフ・クリストフ・フォン・ブライテンバウフ（1631年 - 1672年）とシュトレーラのマリア・マグダレナ・プフルックの娘であった。クリスティアーネ・フリーデリケの父方のコス家がメクレンブルク公国の有名な古い騎士の家系であるのか、それとも西プロイセンの同名の家系（les Koss de Pomérélie）であるのかは不明である。しかし、ラッツェブルク（ザクセン＝ラウエンブルク）近くのヘルマンシュトルプとリュットウに、1230年に従者ヘルマヌス・コスと共に最初に現れたのはメクレンブルク家であった。この対等でない婚約に父と弟らは不満であったが、クリスティアン・エルンストは1724年8月18日にナイチャウにおいてクリスティアーネ・フリーデリケと結婚した。父ヨハン・エルンストは結婚に同意したが、クリスティアン・エルンストの異母弟であるフランツ・ヨシアスは、異母兄クリスティアン・エルンストの妻が同等の身分ではなかったため相続に異議を唱えた。兄弟の妻の序列の問題もあった。弟の（したがって実際には臣下である）フランツ・ヨシアスは、シュヴァルツブルク侯家出身の女性と結婚していたため、出自は兄の妻よりも上位であった。父ヨハン・エルンストは、クリスティアン・エルンストの妻はプリンツェシン（Prinzessin）の称号を持たなければならないが、彼女の義理の妹より下位とすることを決めた。この結婚で生まれた子供はプリンツ（Prinz）またはプリンツェシンの称号を与えられるが継承から除外されることとなった。いずれにせよ、これは、フランツ・ヨシアスの結婚から男系の子孫が存続する限り適用されることとなった。実際には、クリスティアン・エルンスト夫妻には子供が生まれずこれについて取り上げられることはなかった。1724年10月14日、公国が分割不可能であることを考慮して、父ヨハン・エルンストは兄弟が共同で統治することに決めた。そして実際に1729年にヨハン・エルンストが死去した後、兄弟は共同統治を開始した。クリスティアン・エルンストはザールフェルトに、フランツ・ヨシアスはフェステ・コーブルクに移った。そして長男であるクリスティアン・エルンストが実務を担当した。
兄弟が共同統治している間に「コーブルク・アイゼンベルク・レームヒルトの相続争い」が集結し、ザールフェルト家はコーブルク、ローダッハおよびメンヒレーデンとノイハウスの半分を受け取り、ザクセン＝コーブルク＝ザールフェルトという名前を採用した。クリスティアン・エルンストは1743年に死去した妻のクリスティアーネ・フリーデリケを記念して、その墓を刻んだ2ドゥカート相当の金貨を鋳造した。クリスティアン・エルンストは1745年に嗣子なく死去し、弟フランツ・ヨシアスが唯一の相続人となった。
クリスティアン・エルンストは病弱で、敬虔主義に傾倒していた。1727年、クリスティアン・エルンストはニコラウス・ルートヴィヒ・フォン・ツィンツェンドルフをザールフェルトに招いて長時間にわたり会話を交わし、その後頻繁に手紙のやりとりをした。クリスティアン・エルンストは教会の賛美歌を作曲し、「Warum, mein Jesu, läßt du mich in meinen Schmerzen liegen?（イエスよ、どうして私を苦痛の中で横たえさせてくださるのですか？）」は1712年にザールフェルトで出版された。また、1733年に敬虔主義者のベンジャミン・リンドナーを監督職および宮廷牧師に任命した。